# Temporada 2009 del Intercontinental Rally Challenge
La temporada 2009 fue la edición 4.º del Intercontinental Rally Challenge. Comenzó el 21 de enero en el rally de Montecarlo y finalizó el 21 de noviembre en el Rally of Scotland.

## Calendario
| N.º | Fechas                    | Rally                               | Superficie       | Series  | Resultados |
| --- | ------------------------- | ----------------------------------- | ---------------- | ------- | ---------- |
| 1   | 21–24 de enero            | 77. Rallye Automobile Monte-Carlo   | Asfalto / nieve  |         | Resultados |
| 2   | 5–7 de marzo              | 29. Rally Internacional de Curitiba | Tierra           | COSADUR | Resultados |
| 3   | 3–4 de abril              | 57. KCB Safari Rally                | Tierra           | ARC     | Resultados |
| 4   | 7–9 de mayo               | 44. SATA Rally Açores               | Tierra / asfalto |         | Resultados |
| 5   | 18–20 de junio            | 45. Belgium Ypres Westhoek Rally    | Asfalto          | ERC     | Resultados |
| 6   | 9–11 de julio             | Rally Russia                        | Tierra           |         | Resultados |
| 7   | 30 de julio – 1 de agosto | 50. Rali Vinho da Madeira           | Asfalto          | ERC     | Resultados |
| 8   | 21–23 de agosto           | 39. Barum Czech Rally Zlín          | Asfalto          | ERC     | Resultados |
| 9   | 10–12 de septiembre       | 46.º Rally Príncipe de Asturias     | Asfalto          | ERC     | Resultados |
| 10  | 24–26 de septiembre       | 51. Rally Sanremo                   | Asfalto          |         | Resultados |
| 11  | 19–21 de noviembre        | Rally of Scotland                   | Tierra           |         | Resultados |

## Equipos
| Equipo                            | Constructor | Vehículo                       | Piloto                | Copiloto               | Rondas         |
| --------------------------------- | ----------- | ------------------------------ | --------------------- | ---------------------- | -------------- |
| Peugeot Team Belux                | Peugeot     | Peugeot 207 S2000              | Nicolas Vouilloz      | Nicolas Klinger        | 1–2, 4–5, 7–10 |
| Peugeot Team Belux                | Peugeot     | Peugeot 207 S2000              | Freddy Loix           | Isidoor Smets          | 1–2            |
| Peugeot Team Belux                | Peugeot     | Peugeot 207 S2000              | Freddy Loix           | Frédéric Miclotte      | 4–5, 7–10      |
| Peugeot Team Belux                | Peugeot     | Peugeot 207 S2000              | Pieter Tsjoen         | Eddy Chevaillier       | 5              |
| Peugeot Total                     | Peugeot     | Peugeot 207 S2000              | Stéphane Sarrazin     | Jacques-Julien Renucci | 1              |
| Peugeot Total                     | Peugeot     | Peugeot 207 S2000              | Bruno Magalhães       | Carlos Magalhaẽs       | 4, 7           |
| H.F. Grifone SRL                  | Peugeot     | Peugeot 207 S2000              | Didier Auriol         | Denis Giraudet         | 1              |
| BF Goodrich Drivers Team          | Peugeot     | Peugeot 207 S2000              | Sébastien Ogier       | Julien Ingrassia       | 1              |
| BF Goodrich Drivers Team          | Peugeot     | Peugeot 207 S2000              | Thierry Neuville      | Achim Maraite          | 5              |
| BF Goodrich Drivers Team          | Peugeot     | Peugeot 207 S2000              | Martin Prokop         | Jan Tománek            | 8              |
| BF Goodrich Drivers Team          | Peugeot     | Peugeot 207 S2000              | Luca Cantamessa       | Piercarlo Capolongo    | 10             |
| BF Goodrich Drivers Team          | Peugeot     | Peugeot 207 S2000              | Adam Gould            | Sebastian Marshall     | 11             |
| Peugeot UK                        | Peugeot     | Peugeot 207 S2000              | Kris Meeke            | Paul Nagle             | 1–2, 4–5, 7–11 |
| PH-Sport                          | Peugeot     | Peugeot 207 S2000              | Conrad Rautenbach     | Daniel Barritt         | 4              |
| Cersanit Rally Team               | Peugeot     | Peugeot 207 S2000              | Michał Sołowow        | Maciek Baran           | 5, 7–9         |
| Bluthunder Racing Italy           | Peugeot     | Peugeot 207 S2000              | Corrado Fontana       | Carlo Cassina          | 5, 7–9         |
| Tsunami Rally Team                | Peugeot     | Peugeot 207 S2000              | Alexander Zheludov    | Iria Kolomeytseva      | 6              |
| Team C.D. Nacional de Madeira     | Peugeot     | Peugeot 207 S2000              | Alexandre Camacho     | Pedro Calado           | 7              |
| Tescoma Rally Team                | Peugeot     | Peugeot 207 S2000              | Roman Kresta          | Petr Gross             | 8              |
| Peugeot Total Hungaria            | Peugeot     | Peugeot 207 S2000              | János Tóth            | Robert Tagai           | 8              |
| Racing Lions SRL                  | Peugeot     | Peugeot 207 S2000              | Paolo Andreucci       | Anna Andreussi         | 10             |
| Island Motorsport                 | Peugeot     | Peugeot 207 S2000              | Renato Travaglia      | Lorenzo Granai         | 10             |
| Abarth & C. Spa                   | Abarth      | Fiat Abarth Grande Punto S2000 | Giandomenico Basso    | Mitia Dotta            | 1–2, 4–9       |
| Abarth & C. Spa                   | Abarth      | Fiat Abarth Grande Punto S2000 | Luca Rossetti         | Matteo Chiarcossi      | 1, 7–8, 10     |
| Abarth & C. Spa                   | Abarth      | Fiat Abarth Grande Punto S2000 | Anton Alén            | Timo Alanne            | 1–2, 4, 6      |
| Abarth & C. Spa                   | Abarth      | Fiat Abarth Grande Punto S2000 | Bernd Casier          | Francis Caesemaker     | 5              |
| Abarth & C. Spa                   | Abarth      | Fiat Abarth Grande Punto S2000 | Miguel Fuster         | José Vicente Medina    | 9              |
| Abarth & C. Spa                   | Abarth      | Fiat Abarth Grande Punto S2000 | François Duval        | Denis Giraudet         | 10             |
| Abarth & C. Spa                   | Abarth      | Fiat Abarth Grande Punto S2000 | Umberto Scandola      | Guido D'Amore          | 10             |
| Astra Racing                      | Abarth      | Fiat Abarth Grande Punto S2000 | Toni Gardemeister     | Tomi Tuominen          | 1              |
| Cronin Motorsport                 | Abarth      | Fiat Abarth Grande Punto S2000 | Keith Cronin          | Greg Shinnors          | 11             |
| Škoda Motorsport                  | Škoda       | Škoda Fabia S2000              | Juho Hänninen         | Mikko Markkula         | 1, 4–6, 8, 10  |
| Škoda Motorsport                  | Škoda       | Škoda Fabia S2000              | Jan Kopecký           | Petr Starý             | 1, 4–6, 8–10   |
| René Georges Rally Sport          | Škoda       | Škoda Fabia S2000              | François Duval        | Denis Giraudet         | 5              |
| Delimax Team                      | Škoda       | Škoda Fabia S2000              | Pavel Valousěk        | Zdeněk Hrůza           | 8              |
| E-ART Rally Team                  | Škoda       | Škoda Fabia S2000              | Evgeny Novikov        | Dale Moscatt           | 8              |
| A.C. Principado de Asturias       | Škoda       | Škoda Fabia S2000              | Alberto Hevia         | Alberto Iglesias       | 9              |
| Škoda Motorsport UK               | Škoda       | Škoda Fabia S2000              | Guy Wilks             | Phil Pugh              | 11             |
| Intewetten Racing                 | Ralliart    | Mitsubishi Lancer Evo IX       | Franz Wittmann        | Bernhard Ettel         | 1, 4–6, 8–10   |
| Frédéric Romeyer                  | Ralliart    | Mitsubishi Lancer Evo IX       | Frédéric Romeyer      | Thomas Fournel         | 1              |
| Tango Rally Team                  | Ralliart    | Mitsubishi Lancer Evo IX       | Marcos Ligato         | Ruben Garcia           | 2              |
| Tango Rally Team                  | Ralliart    | Mitsubishi Lancer Evo IX       | Alejandro Cancio      | Santiago Garcia        | 2              |
| Triton Petroleum Rally Team       | Ralliart    | Mitsubishi Lancer Evo IX       | Lee Rose              | Piers Daykin           | 3              |
| Dalbit Petroleum                  | Ralliart    | Mitsubishi Lancer Evo IX       | Carl Tundo            | Tim Jessop             | 3              |
| Dalbit Petroleum                  | Ralliart    | Mitsubishi Lancer Evo IX       | Alastair Cavenagh     | Saleem Haji            | 3              |
| Team Além Mar                     | Ralliart    | Mitsubishi Lancer Evo IX       | Ricardo Moura         | Sancho Eiró            | 4              |
| Team Além Mar                     | Ralliart    | Mitsubishi Lancer Evo IX       | Ricardo Moura         | Luis Ramalho           | 7              |
| Team Além Mar                     | Ralliart    | Mitsubishi Lancer Evo IX       | Ricardo Carmo         | Justino Reis           | 4              |
| Fernando Peres                    | Ralliart    | Mitsubishi Lancer Evo IX       | Fernando Peres        | Jose Pedro Silva       | 4, 7           |
| Prosport                          | Ralliart    | Mitsubishi Lancer Evo IX       | Andrey Zhigunov       | Igor Ter-Oganesiants   | 6              |
| EuroOil Čepro Czech National Team | Ralliart    | Mitsubishi Lancer Evo IX       | Václav Pech           | Petr Uhel              | 8              |
| David Bogie                       | Ralliart    | Mitsubishi Lancer Evo IX       | David Bogie           | Kevin Rae              | 11             |
| Jonathan Greer                    | Ralliart    | Mitsubishi Lancer Evo IX       | Jonathan Greer        | Dai Roberts            | 11             |
| Heuvel Motor Sport                | Ralliart    | Mitsubishi Lancer Evo X        | Jasper van den Heuvel | Martine Kolman         | 5, 8           |
| Oilibya Rally Team                | Volkswagen  | Volkswagen Polo S2000          | Lola Verlaque         | Megan Verlaque         | 3              |
| Team Emap Yacco                   | Volkswagen  | Volkswagen Polo S2000          | Julien Maurin         | Gilles Thimonier       | 4              |
| Duindistel                        | Volkswagen  | Volkswagen Polo S2000          | Patrick Snijers       | Cindy Cokelaere        | 5              |
| Mellors Eliot Motorsport          | Proton      | Proton Satria Neo S2000        | Guy Wilks             | Phil Pugh              | 5–10           |
| Mellors Eliot Motorsport          | Proton      | Proton Satria Neo S2000        | Bryan Bouffier        | Xavier Panseri         | 8              |
| Mellors Eliot Motorsport          | Proton      | Proton Satria Neo S2000        | Alistar McRae         | Bill Hayes             | 11             |
| Motor Sport Developments          | Opel        | Opel Corsa OPC S2000           | Alexandre Bengue      | Matthieu Baumel        | 5              |
| Motor Sport Developments          | Opel        | Opel Corsa OPC S2000           | Andreas Mikkelsen     | Ola Fløene             | 8              |
| Motor Sport Developments          | Opel        | Opel Corsa OPC S2000           | Toni Gardemeister     | Tomi Tuominen          | 9              |

## Resultados

### Campeonato de Pilotos
| Pos | Piloto                | MON | CUR | SAF | AZO | YPR | RUS | MAD | ZLI | AST | ITA | SCO | Pts |
| --- | --------------------- | --- | --- | --- | --- | --- | --- | --- | --- | --- | --- | --- | --- |
| 1   | Kris Meeke            | Ret | 1   |     | 1   | 1   |     | 5   | 2   | 4   | 1   | DSQ | 60  |
| 2   | Jan Kopecký           | 4   |     |     | 2   | 2   | 2   |     | 1   | 1   | Ret |     | 49  |
| 3   | Freddy Loix           | 2   | 4   |     | 4   | 3   |     | 6   | Ret | 6   | 4   |     | 37  |
| 4   | Nicolas Vouilloz      | Ret | 2   |     | 3   | Ret |     | 4   | Ret | 5   | 3   |     | 31  |
| 5   | Giandomenico Basso    | 5   | 3   |     | Ret | 8   | 3   | 1   | Ret | 11  |     |     | 28  |
| 6   | Juho Hänninen         | Ret |     |     | Ret | 5   | 1   |     | 3   |     | 8   |     | 21  |
| 7   | Guy Wilks             |     |     |     |     | Ret | 5   | 11  | Ret | 22  | 13  | 1   | 15  |
| 8   | Sébastien Ogier       | 1   |     |     |     |     |     |     |     |     |     |     | 10  |
| 9   | Carl Tundo            |     |     | 1   |     |     |     |     |     |     |     |     | 10  |
| 10  | Bruno Magalhães       |     |     |     | 9   |     |     | 2   |     |     |     |     | 8   |
| 11  | Luca Rossetti         | Ret |     |     |     |     |     | Ret | 10  |     | 2   |     | 8   |
| 12  | Alistair Cavenagh     |     |     | 2   |     |     |     |     |     |     |     |     | 8   |
| 13  | Alister McRae         |     |     |     |     |     |     |     |     |     |     | 2   | 8   |
| 14  | Franz Wittmann        | Ret |     |     | 6   | Ret | 6   |     | 15  | 12  | 20  | Ret | 7   |
| 15  | Alexandre Camacho     |     |     |     |     |     |     | 3   |     |     |     |     | 6   |
| 16  | Jonathan Greer        |     |     |     |     |     |     |     |     |     |     | 3   | 6   |
| 17  | Lee Rose              |     |     | 3   |     |     |     |     |     |     |     |     | 6   |
| 18  | Stéphane Sarrazin     | 3   |     |     |     |     |     |     |     |     |     |     | 6   |
| 19  | Kaspar Koitla         |     |     |     |     |     | 10  |     |     |     |     | 5   | 6   |
| 20  | Roman Kresta          |     |     |     |     |     |     |     | 4   |     |     |     | 5   |
| 21  | Pieter Tsjoen         |     |     |     |     | 4   |     |     |     |     |     |     | 5   |
| 22  | Corrado Fontana       |     |     |     |     | 10  |     | 8   | Ret | 7   |     |     | 5   |
| 23  | Asad Anwar            |     |     | 7   |     |     |     |     |     |     |     |     | 5   |
| 24  | Fernando Peres        |     |     |     | 5   |     |     | Ret |     |     |     |     | 4   |
| 25  | Paolo Andreucci       |     |     |     |     |     |     |     |     |     | 5   |     | 4   |
| 26  | Alejandro Cancio      |     | 5   |     |     |     |     |     |     |     |     |     | 4   |
| 27  | Martin Prokop         |     |     |     |     |     |     |     | 5   |     |     |     | 4   |
| 28  | Eamonn Boland         |     |     |     |     |     |     |     |     |     |     | 6   | 4   |
| 29  | Alex Horsey           |     |     | 12  |     |     |     |     |     |     |     |     | 4   |
| 30  | Frédéric Romeyer      | 6   |     |     |     |     |     |     |     |     |     |     | 3   |
| 31  | Gilles Schammel       |     |     |     |     | 6   |     |     |     |     |     |     | 3   |
| 32  | Renato Travaglia      |     |     |     |     |     |     |     |     |     | 6   |     | 3   |
| 33  | Pavel Valoušek        |     |     |     |     |     |     |     | 6   |     |     |     | 3   |
| 34  | Anton Alén            | Ret | Ret |     | 18  |     | 7   |     |     |     |     |     | 3   |
| 35  | Alberto Hevia         |     |     |     |     |     |     |     |     | 8   |     |     | 3   |
| 36  | William Bonniwell     |     |     |     |     |     |     |     |     |     |     | 9   | 3   |
| 37  | Rafael Túlio          |     | 9   |     |     |     |     |     |     |     |     |     | 3   |
| 38  | Quentin Mitchel       |     |     | 14  |     |     |     |     |     |     |     |     | 3   |
| 39  | Olivier Burri         | 7   |     |     |     |     |     |     |     |     |     |     | 2   |
| 40  | Jesper van den Heuvel |     |     |     |     | 7   |     |     | DNS |     |     |     | 2   |
| 41  | Miguel Nunes          |     |     |     |     |     |     | 7   |     |     |     |     | 2   |
| 42  | Conrad Rautenbach     |     |     |     | 7   |     |     |     |     |     |     |     | 2   |
| 43  | Janos Toth            |     |     |     |     |     |     |     | 7   |     |     |     | 2   |
| 44  | Boris Zimin           |     |     |     |     |     | 8   |     |     |     |     |     | 2   |
| 45  | Michal Solowow        |     |     |     |     | 11  |     | 9   | 9   | 9   |     |     | 2   |
| 46  | Luis Tedesco          |     | 10  |     |     |     |     |     |     |     |     |     | 2   |
| 47  | Richard Nicoll        |     |     |     |     |     |     |     |     |     |     | 11  | 2   |
| 48  | Navraj Hans           |     |     | 16  |     |     |     |     |     |     |     |     | 2   |
| 49  | Ricardo Moura         |     |     |     | 8   |     |     | Ret |     |     |     |     | 1   |
| 50  | Luca Cantamessa       |     |     |     |     |     |     |     |     |     | 8   |     | 1   |
| 51  | Václav Pech           |     |     |     |     |     |     |     | 8   |     |     |     | 1   |
| 52  | Patrick Atrtru        | 9   |     |     |     |     |     |     |     |     |     |     | 1   |
| 53  | Donnie MacDonald      |     |     |     |     |     |     |     |     |     |     | 12  | 1   |
| 54  | Marcos Tokarski       |     | 12  |     |     |     |     |     |     |     |     |     | 1   |
| 55  | Peter Horsey          |     |     | 18  |     |     |     |     |     |     |     |     | 1   |
| Pos | Piloto                | MON | CUR | SAF | AZO | YPR | RUS | MAD | ZLI | AST | ITA | SCO | Pts |

| Color     | Resultado                                              |
| Oro       | Ganador                                                |
| Plata     | 2ª plaza                                               |
| Bronce    | 3ª plaza                                               |
| Verde     | Finalizó (diez primeros)                               |
| Azul      | Finalizó                                               |
| Violeta   | No terminó (Ret)                                       |
| Negro     | Descalificado (DES)                                    |
| Blanco    | No empezó (DNS)                                        |
| Blanco    | Excluido (EX)                                          |
| Blanco    | Lesionado (LES)                                        |
| Sin color | No participó                                           |
| x1        | Puntos extra                                           |
| (x)       | Entre paréntesis, puntos no computables para el total. |

### Campeonato de Constructores
| Pos | Constructor | MON | CUR | SAF | AZO | YPR | RUS | MAD | ZLI | AST | ITA | SCO | Pts |
| --- | ----------- | --- | --- | --- | --- | --- | --- | --- | --- | --- | --- | --- | --- |
| 1   | Peugeot     | 18  | 18  | 0   | 16  | 16  | 0   | 14  | 0   | 14  | 16  | 0   | 112 |
| 2   | Škoda       | 5   | 0   | 0   | 8   | 12  | 18  | 0   | 16  | 13  | 0   | 10  | 82  |
| 3   | Ralliart    | 4   | 4   | 18  | 7   | 2   | 6   | 0   | 1   | 0   | 0   | 9   | 51  |
| 4   | Abarth      | 6   | 8   | 0   | 0   | 1   | 9   | 10  | 0   | 1   | 8   | 0   | 43  |
| 5   | Proton      | 0   | 0   | 0   | 0   | 0   | 5   | 0   | 0   | 0   | 0   | 8   | 13  |
| 6   | Honda       | 0   | 0   | 0   | 0   | 0   | 1   | 0   | 0   | 0   | 0   | 4   | 5   |